# Винт Сърф
Винтън Грей Сърф (на английски: Vinton Gray Cerf) е американски учен в областта на компютърните технологии и признат, заедно с Боб Кан за един от бащите  на Интернет. Неговият принос за създаването и развитието на Интернет е признат чрез множество награди и отличия, между които „Президентския медал за свобода“, „Национален медал за технологии“, наградата „Тюринг“, орден „Св. св. Кирил и Методий“ с огърлие, медалът на IEEE Александър Греъм Бел и др.
Винт Сърф е един от създателите на международното Интернет общество, сред основателите е и на ICANN, където е председател на Съвета на директорите от 1999 до 2007 г.
От септември 2005 г. Винт Сърф е вицепрезидент на Google, с официална позиция „главен Интернет проповедник“.
Сърф е завършил математика в Станфорд, доктор на математическите науки е от Калифорнийския университет в Лос Анджелис. Работил е в компании като IBM, MCI, бил е преподавател в Станфорд (1972 – 1976 г.), където заедно с Боб Кан изобретява TCP/IP протокола, с който работи днешната глобална мрежа Интернет.
От 1976 до 1982 г. работи в DARPA, правителствена агенция към Министерство на отбраната на Съединените щати.
Винт Сърф е почетен доктор на редица университети, между които Университета „Джордж Мейсън“, университета в Пиза, Бруклинкския политехнически университет, Пекинския университет по пощи и далекосъобщения, университета в Картагена, политехническия университет на Мадрид и др.
Винт Сърф е член на Съвета за информационни технологии към президента Първанов, както и на управителните съвети на: фондация Евразия, Учени и инженери за Америка, Хиперуърдс (Англия), StopBadware и др.
Винт Сърф е бил в България два пъти, през 2006 г.
Сърф е с увреден слух, което подтиква заниманията му с интернет комуникации. Той е женен и има двама сина. Известен е като запален колекционер на вина.